# Meri, Teleorman
Meri este un sat în comuna Vedea din județul Teleorman, Muntenia, România. Se află în partea de vest a județului, în Câmpia Găvanu-Burdea, pe malul stâng al Vedei. La recensământul din 2002 avea o populație de 511 locuitori.